# Happy Living
Happy Living est un album de bande dessinée en noir et blanc.
- Scénario et dessins : Jean-Claude Götting

## Synopsis
Alors qu'il réalise des entretiens pour écrire un livre sur les chansons qui ont marqué leur temps, un journaliste français rencontre M. Slatters, l'auteur d'un tube ("Happy Living") qui a fait le tour du monde 40 ans plus tôt, lui assurant sa fortune. Or pendant cet entretien le musicien lui apprend qu'il n'est pas du tout l'auteur de ce standard et qu'il veut retrouver le véritable détenteur des droits pour le dédommager de son imposture. Le journaliste, pour bénéficier de ce scoop, plonge dans le milieu du jazz underground des années 1950/60, ou plutôt de ce qu'il en reste puisque la plupart des protagonistes sont morts, ce qui va grandement compliquer sa tâche.

## Publication

### Éditeurs
- Delcourt (Collection Mirages) : première édition  (ISBN 978-2-7560-0624-6) (2007).

### Documentation
- Nina Stavisky, « Happy living : après la magie, le jazz », dBD, no 17,‎ octobre 2007, p. 22.